# Внутрішній прохід

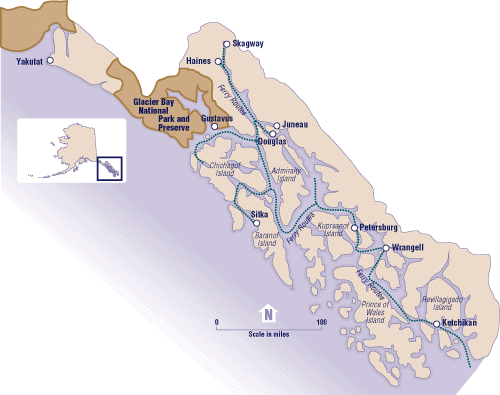
Мапа Аляски, частина Внутрішнього проходу

54°48′02″ пн. ш. 131°26′26″ зх. д. / 54.800686111111° пн. ш. 131.44043055556° зх. д.
Внутрішній прохід (англ. Inside Passage) — морський прохід між островами північно-східної частини Тихого океану неподалік південно-східного узбережжя штату Аляска, східного узбережжя провінції Британська Колумбія та північно-східного узбережжя штату Вашингтон.
Перевага для судноплавства: зовнішні острови захищають Внутрішній прохід від негоди. Улітку проходом проводяться круїзи між штатами Вашингтон і Аляска, із зупинками в канадських портових містах.

## Морський шлях
Внутрішній прохід бере свій початок у П'юджет-Саунд (штат Вашингтон),продовжується протоками Джорджія та Джонстон, розташованими між материком і островом Ванкувер та переходить у затоку Королеви Шарлотти та протоку Гекате.
Головні острови в регіоні: Принсесс-Роял (англ. Princess Royal Island) та Пітт (англ. Pitt Island).
Частина Внутрішнього проходу в Аляску включає Архіпелаг Олександра.

## Галерея

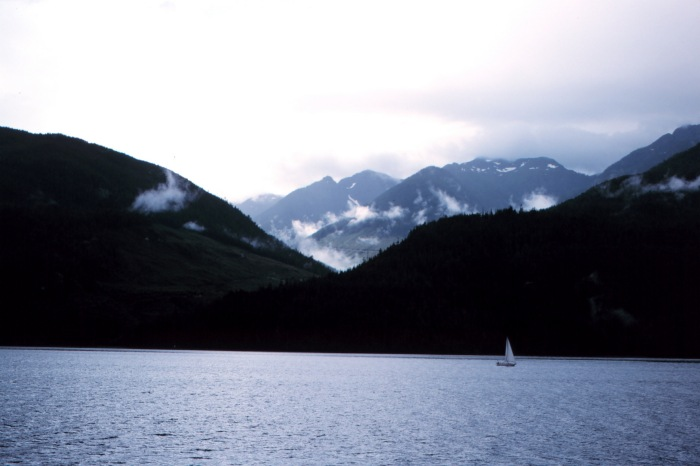
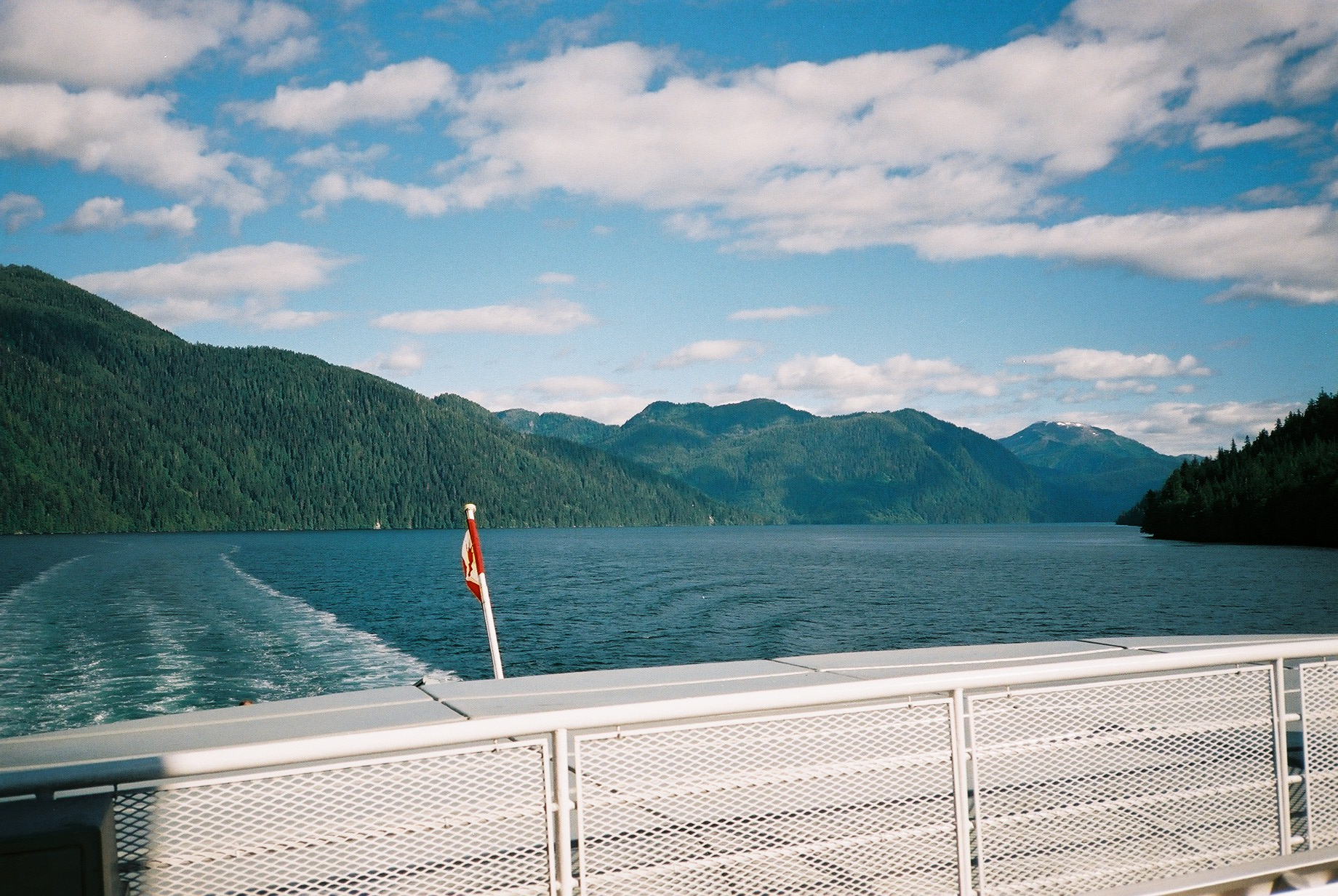
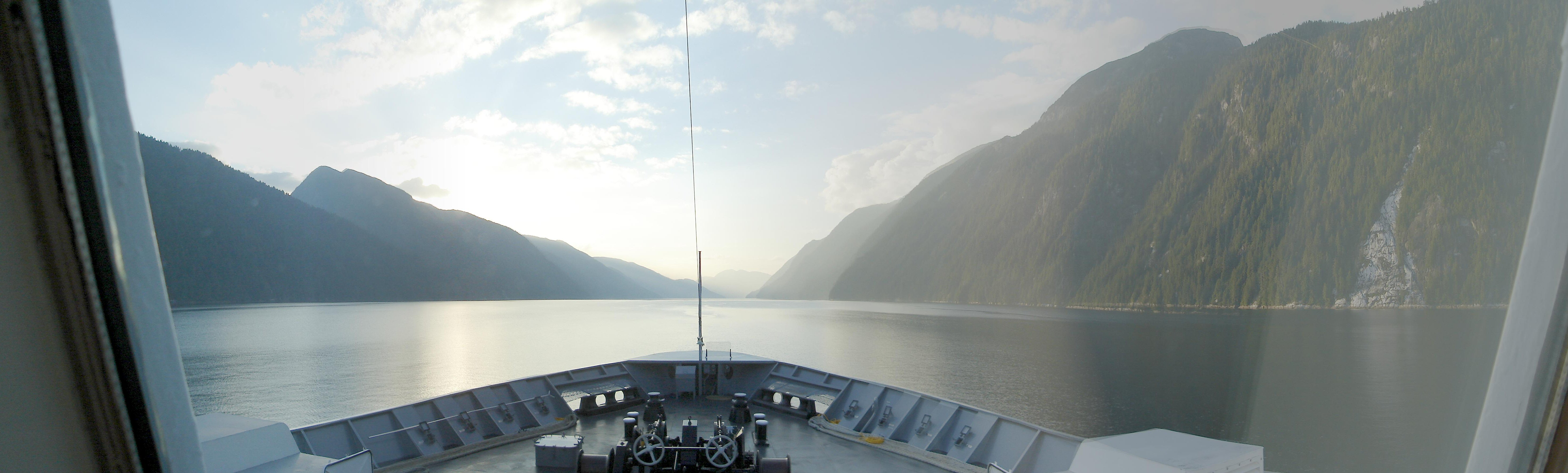